# سایوز۲
سایوز ۲ (به روسی: Союз 2) (به معنای اتحاد ۲)یک فضاپیمای بدون سرنشین برای برنامه فضایی سایوز بود که توسط اتحاد جماهیر شوروی سوسیالیستی ساخته و توسعه یافته بود. هدف این فضاپیما ترازیابی و اتصال با فضاپیمای سایوز ۳ بود. این مأموریت نخستین تلاش‌ها برای اتصال به فضاپیمایی دیگر در تاریخ شوروی است. اگرچه اتصال کامل میان سایوز-۲ و سایوز-۳ در لحظات آخر برقرار نشد و روس‌ها بعد از آن و طی مأموریت‌های سایوز-۴ و سایوز-۵ توانستند به این هدف رسیدند.

## تئوری‌های توطئهپیرو مأموریت سایوز-۲
در سال ۱۹۹۷ خوان فونتکابرتا مدعی شد که سایوز-۲ بدون سرنشین نبوده و شامل یک فضانورد به نام ایوان ایستیچنیکف و سگ همراه او کلوکا بوده است. طبق نظرات این عکاس اسپانیایی، این فضانورد و سگش به وسیله برخورد شهاب سنگ ناپدید شده‌اند و سازمان فضایی شوروی به منظور پشیگیری از مشکلات و همچنین حفظ وجهه خود در طول جنگ سرد، تمامی مدارک را از بین برده است. نمایشگاه آثار مرتبط با سایوز-۲ در بسیاری از کشورها به نمایش درآمد که با اعتراض شدید سفیران شوروی در آن کشورها همراه بود.